# Glypta calva
Glypta calva är en stekelart som beskrevs av Dasch 1988. Glypta calva ingår i släktet Glypta och familjen brokparasitsteklar. Inga underarter finns listade i Catalogue of Life.